# Ágnes Keleti
Ágnes Keleti (Budapeste, 9 de janeiro de 1921 – 2 de janeiro de 2025) foi uma ginasta húngara que defendeu esta nação europeia em provas de ginástica artística. 
Keleti é a detentora de 11 medalhas olímpicas, sendo cinco delas de ouro e três medalhas em campeonatos mundiais, uma de cada cor. Ágnes é bicampeã olímpica do solo. Por suas conquistas, Keleti é considerada a atleta judia mais bem sucedida da história. Tal reconhecimento advém também do fato da ginasta ter sua carreira decorrida durante a Segunda Guerra Mundial. Segundo o Comitê Olímpico Húngaro (HOC), ela é a segunda atleta húngara mais bem-sucedida de todos os tempos.

## Carreira
Ágnes tornou-se ginasta aos quarto anos de idade e aos dezesseis já era representante da equipe nacional principal, além de campeã húngara do concurso geral. Entre seus dezenove anos de carreira (1937 – 1956), a atleta tornou-se campeã nacional dez vezes, oito delas seguidas.
Sendo parte da equipe nacional, Keleti era considerada a esperança da equipe. Contudo, a Segunda Guerra interrompeu sua carreira e cancelou os Jogos Olímpicos de 1940 e de 1944, anos estes em que a atleta estava no auge de sua forma, aos dezenove e 23 anos de idade. Judia, Keleti fora obrigada a ocultar suas raízes para sobreviver durante o período da Guerra. Ela comprou documentos de trabalho e apresentou-se como cristã em uma vila na zona rural da Hungria. Seu pai morreu em um campo de concentração na Polônia, que fez parte de um grupo desses campos chamado Auschwitz-Birkenau.  Sua mãe e irmã, foram ajudadas por Raoul Wallenberg, um humanitário suíço, dedicado a resgatar as vítimas judias do Holocausto na Hungria. Mais tarde, as duas foram descobertas e postas em um campo de concentração. Sobreviventes desse período, puderam reunir-se com Ágnes, após o término da Guerra.
Finalizada a Segunda Guerra Mundial, Keleti pôde retornar aos treinos. Em 1947 e 1948, no Campeonato Nacional, a ginasta iniciou seu domínio na competição húngara – Fora bicampeã do individual geral. Para os Jogos de Helsinque, em 1952, a atleta conquistou quatro medalhas aos 31 anos de idade. A primeira delas, de prata, veio na disputa por equipes ao serem superadas pela equipe soviética. Na sequência, medalha de bronze na disputa dos aparelhos portáteis. Nas finais individuais por aparelhos, Keleti conquistou um ouro no solo e um bronze nas barras assimétricas, superada pela compatriota Margit Korondi (ouro) e pela soviética, Maria Gorokhovskaya (prata).
Em 1953 e 1954, Ágnes conquistou seus dois últimos títulos nacionais no concurso geral. No Campeonato Mundial de Roma, seu único disputado, Keleti conquistou três medalhas – Ouro nas barras assimétricas, prata por equipe e bronze na trave. Sua última competição foram os Jogos Olímpicos de Melbourne, na Austrália. Competindo aos 35 anos, a ginasta conquistou seis medalhas, a primeira delas, de prata, veio por equipes. Na disputa dos aparelhos portáteis, medalha de ouro para as húngaras, seguidas das suecas e das soviéticas empatadas com as polonesas. No concurso geral, prata para Ágnes, ao não superar Larissa Latynina, sua maior “rival” nestes Jogos. Por fim, nas finais por aparelhos, mais três medalhas para a atleta – ouro na trave, no solo e nas barras assimétricas.
Encerrada a competição, Keleti, junto a outros atletas da delegação húngara, decidiu permanecer na Austrália e recebeu do governo o asilo político. No ano seguinte, a já ex-ginasta imigrou para Israel com sua mãe e irmã.
Após sua aposentadoria, Ágnes trabalhou como instrutora de educação física na Universidade de Telavive, no Instituto Wingate do Desporto, em Natânia e para a equipe nacional sênior israelense de ginástica artística feminina na década de noventa. Em 1981, a ex-ginasta fora incluída no International Jewish Sports Hall of Fame e em 2002, no International Gymnastics Hall of Fame. Em 2005, vivia em Herzliya Pituah, Israel.
Keleti morreu em um hospital de Budapeste em 2 de janeiro de 2025, aos 103 anos, depois de ter sido hospitalizada em estado crítico com pneumonia desde 25 de dezembro.

## Principais resultados
| Ano  | Evento                                    | AA               | Equipe           | Salto sobre o cavalo | Trave             | Barras assimétricas | Solo              |
| ---- | ----------------------------------------- | ---------------- | ---------------- | -------------------- | ----------------- | ------------------- | ----------------- |
| 1947 | Campeonato Nacional Húngaro               | Medalha de ouro  |                  |                      |                   |                     |                   |
| 1948 | Campeonato Nacional Húngaro               | Medalha de ouro  |                  |                      |                   |                     |                   |
| 1948 | Jogos Olímpicos                           |                  | Medalha de prata |                      |                   |                     |                   |
| 1949 | Campeonato Nacional Húngaro               | Medalha de ouro  |                  |                      |                   |                     |                   |
| 1950 | Campeonato Nacional Húngaro               | Medalha de ouro  |                  |                      |                   |                     |                   |
| 1951 | Campeonato Nacional Húngaro               | Medalha de ouro  |                  |                      |                   |                     |                   |
| 1952 | Campeonato Nacional Húngaro               | Medalha de ouro  |                  |                      |                   |                     |                   |
| 1952 | Jogos Olímpicos                           |                  | Medalha de prata |                      |                   | Medalha de ouro     | Medalha de bronze |
| 1953 | Campeonato Nacional Húngaro               | Medalha de ouro  |                  |                      |                   |                     |                   |
| 1954 | Campeonato Nacional Húngaro               | Medalha de ouro  |                  |                      |                   |                     |                   |
| 1954 | Campeonato Mundial de Ginástica Artística |                  | Medalha de prata |                      | Medalha de bronze | Medalha de ouro     |                   |
| 1955 | Campeonato Nacional Húngaro               | Medalha de ouro  |                  |                      |                   |                     |                   |
| 1956 | Jogos Olímpicos                           | Medalha de prata |                  | Medalha de ouro      | Medalha de ouro   | Medalha de ouro     |                   |